# Узохо, Фрэнсис
Фрэнсис Одинака Узохо (англ. Francis Odinaka Uzoho; род. 28 октября 1998, Нвангеле) — нигерийский футболист, вратарь клуба «Омония» и сборной Нигерии. Участник чемпионата мира 2018 года.

## Клубная карьера
Узохо начал заниматься футболом в академии «Эспайр» в Катаре. В 2016 году на одном из турниров в Барселоне его заметили скауты «Депортиво Ла-Корунья» и пригласили в команду. В 2017 году Фрэнсис был внесён в заявку основной команды. Для получения игровой практики Ухохо выступал за дублёров из «Депортиво Ла-Корунья B». 15 октября в матче против «Эйбара» он дебютировал в Ла Лиге. Он является одним из самых молодых иностранных дебютантов (18 лет и 352 дня), занимая второе место после Ашрафа Хакими. Летом 2018 года Узохо на правах аренды перешёл в «Эльче». 18 октября в матче против «Малаги» он дебютировал в Сегунде.
В начале 2019 года Фрэнсис был арендован кипрским «Анортосисом». 2 февраля в матче против «Аполлона» он дебютировал в чемпионата Кипра. Летом того же года Узохо на правах аренды перешёл в «Омонию». 31 августа в матче против «Неа Саламина» он дебютировал за новый клуб.
В начале 2020 года Узохо подписал контракт на 3 года с АПОЭЛом. 13 января в матче против АЕКа он дебютировал за новую команду. Летом 2021 года Узохо вернулся в «Омонию». В 2022 году Фрэнсис помог клубу завоевать Кубок Кипра.

## Международная карьера
В 2013 году Узохо в возрасте 14 лет стал победителем юношеского чемпионата мира в ОАЭ. На турнире он был запасным и на поле не вышел. 14 ноября 2017 года в товарищеском матче против сборной Аргентины Узохо дебютировал за сборную Нигерии.
В 2018 году Узохо принял участие в чемпионате мира в России. На турнире он сыграл в матчах против команд Хорватии, Исландии и Аргентины.
В 2019 году Узохо завоевал бронзовые медали Кубка Африки 2019 в Египте. На турнире он сыграл в матче против команды Туниса. В 2022 году Узохо во второй раз принял участие в Кубке Африки 2021 в Камеруне. На турнире он сыграл в матче против команды Гвинеи-Бисау.

## Достижения
Клубные
 «Омония» (Никосия)
- Обладатель Кубка Кипра — 2021/2022

Международные
 Нигерия (до 17)
- Победитель юношеского чемпионата мира — 2013